# Đorđe Lazić
Đorđe Lazić (in serbo Ђорђе Лазић?; Belgrado, 18 giugno 1983) è un ex calciatore serbo, di ruolo centrocampista.

## Carriera

### Club
Dopo aver giocato in squadre minori della Serbia Lzic nel 2005 passa al FK Mladost Lučani dove in due anni colleziona 34 presenze e 17 reti che gli valgono la chiamata della big del Campionato serbo, il Partizan Belgrado dove in 73 gare realizza 9 gol. Nel 2009 passa al Metalurg Doneck per una cifra intorno ai 2 milioni di dollari. Con la nuova squadra sceglie la maglia numero 9 ed esordisce nella gara di Europa League con il MTZ-RIPO Minsk, finita 3-0 per gli ucraini.

### Nazionale
Esordisce con la nazionale serba il 24 novembre 2007 in una gara di qualificazione ai campionati europei con il Kazakistan.

## Palmarès

### Club

#### Competizioni nazionali
- Coppa di Serbia: 1

Partizan: 2007-2008